# 356975 Aspriliopacelli
356975 Aspriliopacelli este o planetă minoră (asteroid), cu un diametru de 6,251 km, din centura de asteroizi. A fost descoperită pe 9 octombrie 1994 la osservatorio astronomico Santa Lucia Stroncone⁠(d) de osservatorio astronomico Santa Lucia Stroncone⁠(d) și a fost numită după Asprilio Pacelli⁠(d). 
Obiectul prezintă o orbită caracterizată de o semiaxă mare de 3,1217191105409 UAi, o excentricitate de 0,10507767205021, o înclinație de 17,454240268115 ° în raport cu ecliptica.